# Temporada da NBA de 1989–90

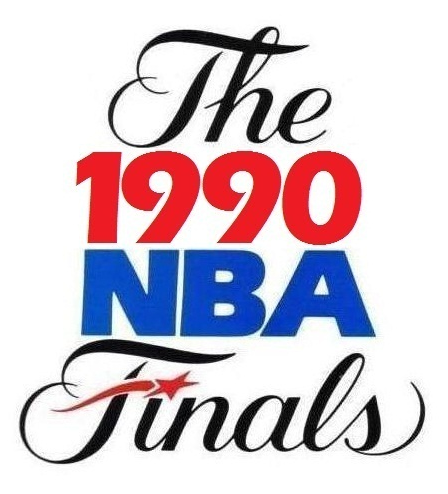
O logotipo do texto das finais da NBA de 1990

A Temporada da NBA de 1989-90 foi a 44º temporada da National Basketball Association. O campeão foi o Detroit Pistons.